# Sygniówka
Sygniówka (ukr. Сигнівка) – część miasta Lwowa  na Ukrainie, w obwodzie lwowskim, w rejonie kolejowym. Leży na południowy zachód od lwowskiej starówki. Dawniej wieś.
W II Rzeczypospolitej do 1930 samodzielna gmina jednostkowa w powiecie lwowskim w woj. lwowskim. W 1921 roku liczba mieszkańców wynosiła 2083 w 313 domach. Rozporządzeniem z 11 kwietnia 1930 gmina wiejska Sygniówka została włączona w całości do miasta z dniem 10 maja 1930. Zmiana ta weszła w życie z dniem 1 kwietnia 1931.
W 1938 roku obszar dzielnicy VII Sygniówka wynosił 1034,3 ha.